# 285-й штурмовой авиационный полк
285-й штурмовой авиационный полк — авиационная воинская часть ВВС РККА штурмовой авиации в Великой Отечественной войне.

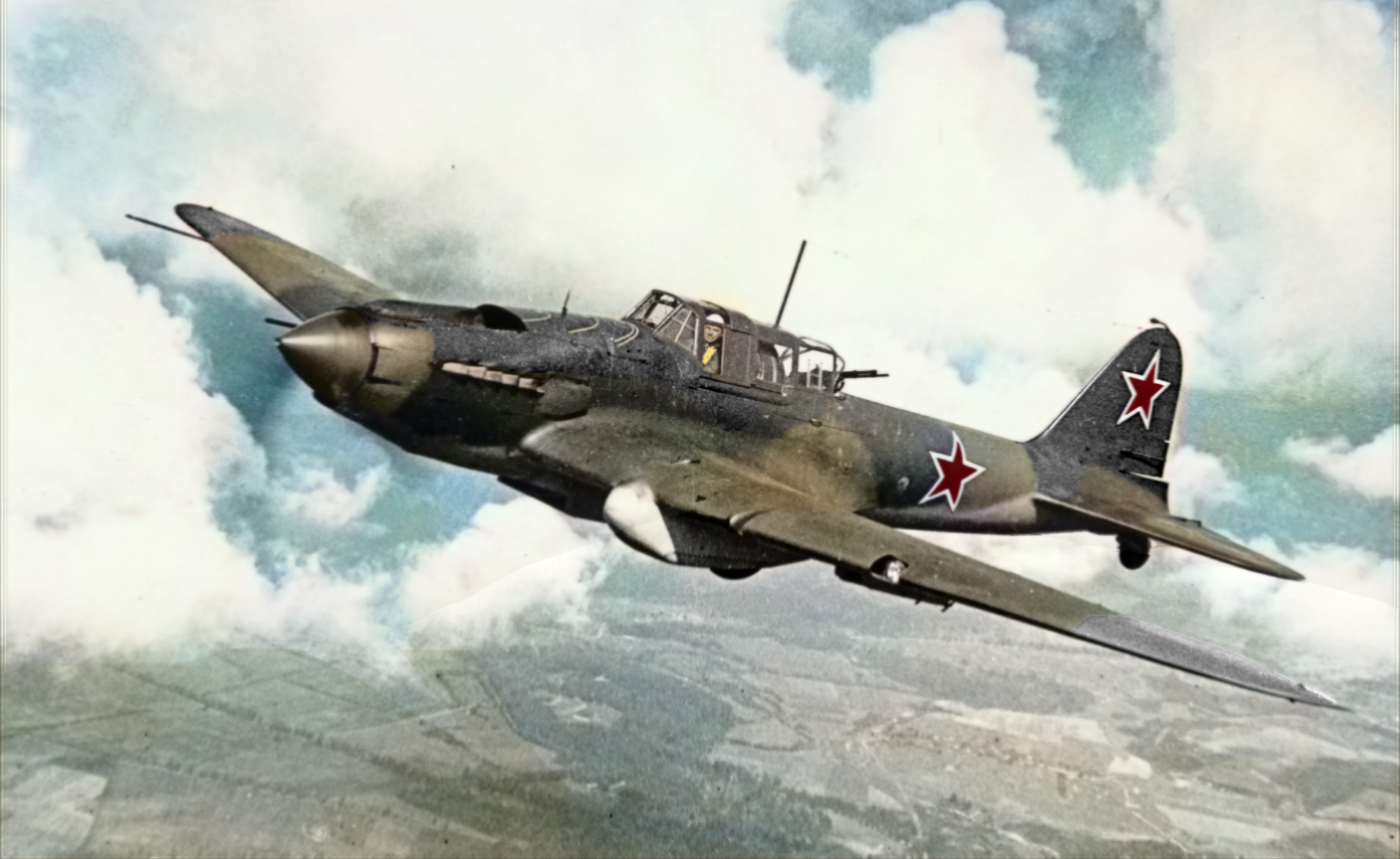
На вооружение полка самолёт Ил-2 поступил в начале сентября 1941 года.

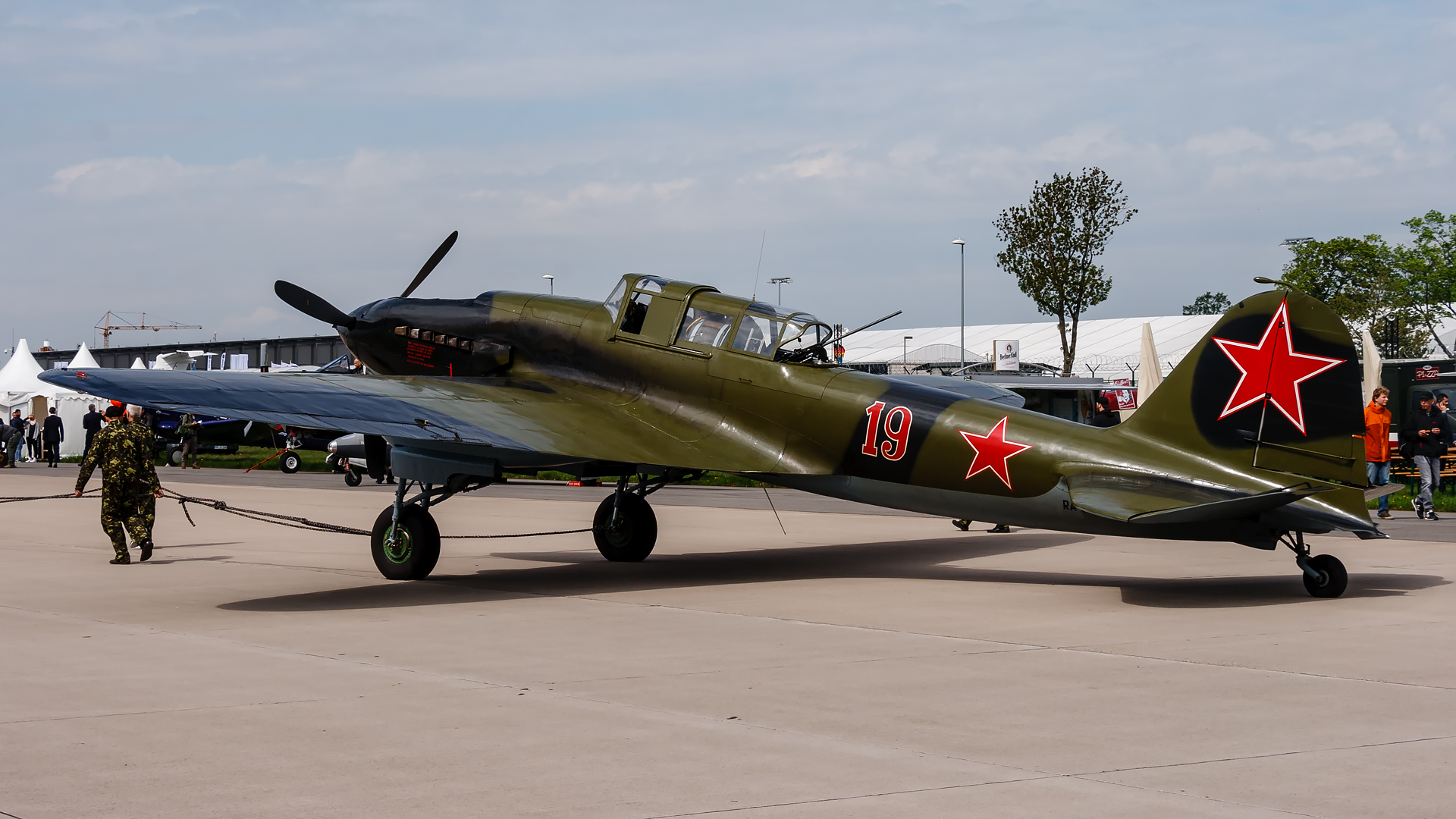
Конструкторы называли разработанный ими штурмовик Ил-2 «летающим танком», пилоты-истребители люфтваффе прозвали его «бетонным самолётом» (нем. Betonflugzeug), солдаты вермахта называли его «чумой» (нем. Schwarzer Tod, дословно: «чёрная смерть»).

## Наименование полка
В различные годы своего существования полк имел наименования:
- 285-й штурмовой авиационный полк[1];
- 58-й гвардейский штурмовой авиационный полк (08.02.1943 г.)[1];
- 58-й гвардейский штурмовой авиационный Донской полк (04.05.1943 г.)[1];
- 58-й гвардейский штурмовой авиационный Донской Краснознамённый полк (02.09.1943 г.)[1];
- 58-й гвардейский штурмовой авиационный Донской Краснознамённый ордена Суворова полк (23.02.1945 г.)[1];
- 635-й гвардейский штурмовой авиационный Донской Краснознамённый ордена Суворова полк (20.02.1949 г.)[1];
- 635-й гвардейский истребительный авиационный Донской Краснознамённый ордена Суворова полк (20.02.1949 г.)[1].
- 635-й гвардейский истребительный авиационный Донской Краснознамённый ордена Суворова полк ПВО (20.02.1949 г.)[1].

## История и боевой путь полка
Полк начал формирование по указанию ГУ ВВС РККА и Командующего ВВС Харьковского военного округа 10 июля 1941 года в составе ВВС Харьковского военного округа как 285-й бомбардировочный авиаполк на самолётах Су-2. С 10 июля по 15 августа полк проходил обучение вблизи города Харькова. 22 августа полк был направлен в Воронеж для освоения самолёта Ил-2 в состав 1-й запасной авиабригады ВВС Орловского военного округа, где переформирован в штурмовой авиаполк.
После получения 20 новых самолётов Ил-2 в 1-й запасной авиабригаде полк облетал их на аэродроме Воронежа и 27 сентября убыл на фронт в состав 14-й авиадивизии ВВС Юго-Западного фронта на аэродром Малиновка (45 км юго-восточнее Харькова).
Базируясь на аэродроме Малиновка, полк в сентябре и октябре 1941 года принял активное участие в разгроме танковой группы Клейста, выполнил налет на аэродром Полтава, где уничтожил 10 самолётов Ju-88. При освобождении города Ростов-на-Дону полк выполнил 400 боевых вылетов, уничтожил 10 самолётов Ju-88, 173 танка, 101 орудие различного калибра, в том числе 30 зенитной артиллерии, 1818 автомашин с грузом и пехотой, 506 повозок, 22 тягача, 1 паровоз и 22 вагона, 18 цистерн с горючим, 1 переправу через р. Миус, до 8000 солдат и офицеров противника. Сброшено 2 000 000 листовок на территорию, занятую противником. Свои потери составили 2 летчика, 1 механик и 7 самолётов.
С 18 января 1942 года полк участвует в наступлении войск Южного фронта. Несмотря на туманы и метели полк в боях за Донбасс только за три дня с 27 по 29 декабря 1941 года уничтожил 62 танка, 4 орудия, 112 автомашин, 700 солдат и офицеров противника. Сброшено 386000 листовок на территорию, занятую противником. Бои проходили при температуре минус 34 градуса.
Характерным эпизодом самоотверженной работы полка является боевая работа 5 февраля 1942 года, когда за один день было уничтожено 2 танка, 20 автомашин, 60 повозок и 7 взводов мотопехоты противника. Своими действиями полк помог наземным войскам сломить упорное сопротивление противника и занять село Иверское. 10 февраля 1942 года полк представлен к присвоению гвардейского звания.
После расформирования 14-й авиадивизии в марте 1942 года полк вошел в прямое подчинение штабу ВВС Юго-Западного фронта, а с апреля 1942 года вошел в состав Маневренной авиагруппы Юго-Западного фронта, на базе которой 25 мая 1942 года Приказом НКО № 0090 от 18 мая 1942 года сформирована 228-я штурмовая авиационная дивизия. С 25 мая 1942 года полк в составе дивизии. Дивизия входила в состав 8-й воздушной армии Юго-Западного фронта и 16-й воздушной армии Донского и Центрального фронтов.
С 6 июля 1942 года полк находится на пополнении в 1-й запасной авиабригаде ВВС Приволжского военного округа. К боевой работе в составе дивизии полк вернулся с 11 сентября 1942 года. Дивизия входила в состав 16-й воздушной армии Сталинградского фронта. В тяжелые дни оборонительной операции под Сталинградом дивизия несла огромные потери. Многие экипажи не возвращались с заданий. В середине августа 1942 года два полка дивизии остались без самолётов. В ходе контрнаступления под Сталинградом, несмотря на сложные метеорологические условия, дивизия, взаимодействуя с войсками 24-й, 65-й и 66-й армий, способствовала в прорыве обороны противника в районе станицы Клетская, обеспечивала оперативное окружение войск противника под Сталинградом. После окружения войск противника летчики днем и ночью наносили бомбардировочно-штурмовые удары по немецким войскам и по аэродромам, посадочным площадкам в кольце окружения, уничтожая транспортную и боевую авиацию.
В ходе битвы полк в составе дивизии наносит удары в движении и на месте мотомеханизированным частям противника в районах Трехостровская и Нижний Герасимов, разрушая переправы через реку Дон на участке Нижний Герасимов — Лученский. Боевые действия велись группами по 6 — 8 самолётов, прикрытие осуществляла 220-я истребительная авиационная дивизия 5 — 10 самолётами.
За показанные образцы мужества и героизма 285-й штурмовой авиационный полк Приказом НКО № 63 от 8 февраля 1943 года удостоен гвардейского звания и переименован в 58-й гвардейский штурмовой авиационный полк.
В составе действующей армии полк находился с 9 июля по 14 августа 1941 и с 27 сентября 1941 года по 6 июля 1942 года, с 11 сентября 1942 года по 8 февраля 1943 года.

## Командиры полка
- майор Гуща Александр Иосифович, 10.07.1941 — 01.1943
- майор Коваль Евгений Павлович, 01.1943 — 06.05.1943 г. (не вернулся с боевого задания)

## В составе соединений и объединений
| Дата            | Фронт (округ)             | Армия                            | Дивизия                                    | Примечания |
| --------------- | ------------------------- | -------------------------------- | ------------------------------------------ | ---------- |
| 10.07.1941 г.   | Харьковский военный округ | ВВС Харьковского военного округа |                                            |            |
| 22.08.1941 г.   | Орловский военный округ   | ВВС Орловского военного округа   | 1-я запасная авиационная бригада           |            |
| 27.09.1941 г.   | Юго-Западный фронт        | ВВС Юго-Западного фронта         | 14-я авиационная дивизия                   |            |
| 17.11.1941 года | Южный фронт               | ВВС Южного фронта                | 14-я авиационная дивизия                   | -          |
| 01.01.1941 года | Южный фронт               | ВВС 18-й армии                   | 14-я авиационная дивизия                   | -          |
| 01.02.1942 года | Южный фронт               | ВВС Южного фронта                | 14-я авиационная дивизия                   | -          |
| 01.03.1942 года | Южный фронт               | ВВС 57-й армии                   | 14-я авиационная дивизия                   | -          |
| 20.03.1942 г.   | Юго-Западный фронт        | ВВС Юго-Западного фронта         | Маневренная авиагруппа фронта              |            |
| 18.05.1942 г.   | Юго-Западный фронт        | ВВС Юго-Западного фронта         | 228-я штурмовая авиационная дивизия        |            |
| 13.06.1942 г.   | Юго-Западный фронт        | 8-я воздушная армия              | 228-я штурмовая авиационная дивизия        |            |
| 07.07.1942 г.   | Приволжский военный округ | ВВС округа                       | 1-я запасная штурмовая авиационная бригада |            |
| 11.09.1942 г.   | Сталинградский фронт      | 16-я воздушная армия             | 228-я штурмовая авиационная дивизия        |            |
| 30.09.1942 г.   | Донской фронт             | 16-я воздушная армия             | 228-я штурмовая авиационная дивизия        |            |
| 15.02.1943 г.   | Центральный фронт         | 16-я воздушная армия             | 228-я штурмовая авиационная дивизия        |            |
| 18.03.1943 г.   | Центральный фронт         | 16-я воздушная армия             | 228-я штурмовая авиационная дивизия        |            |

## Участие в операциях и битвах
- Харьковская операция (1941)[2] — с 30 сентября 1941 года по 30 ноября 1941 года.
- Ростовская наступательная операция (1941)[2] — с 17 ноября по 30 декабря 1941 года.
- Барвенково-Лозовская операция[2] — с 18 января 1942 года по 31 января 1942 года.
- Харьковская операция — с 25 мая 1942 года по 29 мая 1942 года.
- Воронежско-Ворошиловградская операция — с 28 июня 1942 года по 5 июля 1942 года.
- Сталинградская битва:
  - Отражение летней наступательной операции «Блау» — с 8 июня по 24 ноября 1942.
  - Сталинградская оборонительная операция — с 17 ноября 1942 года по 18 ноября 1942 года.
  - Операция «Уран» — с 19 ноября 1942 года по 2 февраля 1943 года.
  - Операция «Кольцо» (1943) — с 10 января 1943 года по 2 февраля 1943 года.

## Отличившиеся воины
- Бибишев Иван Фролович, лейтенант, заместитель командира эскадрильи 285-го штурмового авиационного полка 228-й штурмовой авиационной дивизии 16-й воздушной армии Указом Президиума Верховного Совета СССР от 24 августа 1943 года удостоен звания Герой Советского Союза. Посмертно.
- Голубев Виктор Максимович, старший лейтенант командир звена 285-го штурмового авиационного полка 228-й штурмовой авиационной дивизии 8-й воздушной армии Указом Президиума Верховного Совета СССР от 12 августа 1942 года удостоен звания Герой Советского Союза. Золотая Звезда № 693.

## Воины полка, совершившие огненный таран
Огненный таран совершили:
- 18 января 1943 года заместитель командира эскадрильи 285-го штурмового авиационного полка лейтенант Бибишев Иван Фролович. Посмертно 24 августа 1943 года удостоен звания Герой Советского Союза.

## Базирование полка
| Период                  | Место базирования                  |
| ----------------------- | ---------------------------------- |
| 27.09.1941 — 22.10.1941 | Малиновка (Харьковская область)    |
| 22.10.1941 — 17.11.1941 | Троицкое                           |
| 17.11.1941 — 07.12.1941 | Белая Калитва (Ростовская область) |
| 09.12.1941 — 14.12.1941 | Новочеркасск (Ростовская область)  |
| 14.12.1941 — 18.01.1942 | Николаевка                         |
| 18.01.1942 — 12.02.1942 | Варваровка                         |